# Franco Parisi
Franco Aldo Parisi Fernández (nascido em 25 de agosto de 1967) é um engenheiro comercial e economista chileno que ganhou reconhecimento por fazer programas de rádio e de televisão sobre a economia, junto com o seu irmão Antonino Parisi, e chamado por alguns de "o economista do povo". Em 2012, ele lançou sua candidatura independente para as eleições presidenciais de 2013 no Chile. Parisi se identifica ideologicamente com o liberalismo social.

## Biografia
Parisi nasceu em 1967, em Santiago, a capital do Chile. Estudou na Escola Experimental Salvador Sanfuentes e completou o ensino médio no Instituto Nacional General José Miguel Carrera. Ele também estudou brevemente na Academia Militar do Chile. Mais tarde, Parisi prestou concurso e foi admitido na carreira de Engenharia comercial na Universidade do Chile, e obteve um doutorado em Finanças na Universidade da Geórgia.
Atuou como professor visitante na Universidade Rise, de 2002 a 2003, na Universidade do Alabama, em 2000, na Universidade da Geórgia, em 1999, e na Universidade de Georgetown. No Chile, ele exerceu o cargo de professor na Faculdade de Economia e de Negócios da Universidade do Chile, onde também trabalhou como vice-reitor e como reitor interino em 2010 e foi membro do Grupo de Política Monetária. Candidatou-se a reitor na faculdade acima mencionada, mas perdeu a eleição. Também trabalhou na Universidade Nacional Andrés Bello, onde foi nomeado reitor da Faculdade de Negócios e, posteriormente, tornou-se o reitor do Instituto Chileno de Desenvolvimento Executivo (IEDE), propriedade da organização das Universidades Internacionais Laureate. Renunciou ao cargo em julho de 2012.
Nos anos 90, Parisi trabalhou como conselheiro governamental em diferentes áreas. No dia 10 de junho de 2010 foi nomeado conselheiro da Comissão Chilena de Cobre (Cochilco) pelo presidente Sebastián Piñera. Ele deixou o cargo em 10 de junho de 2012.
Após uma controvérsia com a varejista local La Polar durante 2011, Parisi fez várias participações na televisão e em emissoras de rádio, e suas explicações dos fenômenos econômicos em termos coloquiais começaram a se tornar sua marca registrada. Na metade do ano, Parisi começou um programa de TV chamado Los Parisi: el poder de la gente (Os Parisi: o poder do povo), sendo apresentando por ele e por Antonio Parisi, seu irmão. O programa foi inicialmente transmitido na VIla X e, depois, na La Red. Em março de 2012, ele aconselhou os líderes dos protestos na região de Aysén.

### Candidatura presidencial
Parisi anunciou sua pré-candidatura presidencial como independente em 30 de janeiro de 2012 e propôs a possibilidade de participar de "primárias independentes" com Marco Enríquez-Ominami, que, no entanto, recusou-se a fazer tal proposta. Embora alguns membros do Partido Regionalista Independente (PRI) quisessem que o partido apoiasse Parisi, o PRI acabou por promover o seu próprio candidato, Ricardo Israel. Os membros do RN solicitaram ao seu Conselho Diretivo "liberdade de ação" para apoiar Parisi.
No início de junho de 2013, Parisi anunciou a coleta de cinquenta mil assinaturas de pessoas apoiando sua candidatura, o que lhe permitiu registrar sua candidatura perante o Serviço Eleitoral do Chile em 7 de agosto de 2013.

## Vida pessoal
Casou-se, em 16 de junho de 1996, com Laura Lee Campbell, no condado de Clarke, Geórgia, nos Estados Unidos; o casal se divorciou em 5 de janeiro de 2009.

## Controvérsias
Em 20 de outubro de 2013, a candidata à presidência da Aliança, Evelyn Matthei Fornet, acusou Parisi de pagar 100 milhões de pesos aos trabalhadores das empresas das quais ele supostamente era um representante legal. No dia seguinte, a brigada de campanha de Matthei carregou em seu site oficial um documento contendo documentos legais envolvendo Parisi, e a própria Matthei reiterou as acusações contra Parisi, afirmando que os documentos demonstravam que ele devia até 500 milhões de pesos, e então Parisi foi "eticamente incapacitado de ser candidato a presidente". Parisi negou as acusações de Matthei e anunciou queixa-crime contra ela perante um tribunal local.

## Obras
- Parisi F., Franco; Parisi F., Antonino; Cornejo, E. (2006). Análisis y gestión de créditos. [S.l.]: Ediciones Copygraph
- Parisi F., Franco; Parisi F., Antonino; Godoy, R. (2001). Corporate Governance in Chile: A Revision. [S.l.]: Research in International Business and Finance
- Parisi F., Franco; Parisi F., Antonino (2004). Teoría de inversiones. [S.l.]: Parisi Media (CD-ROM)
- Parisi F., Franco; Parisi F., Antonino (2004). Estructuras financieras. [S.l.]: Parisi Media (CD-ROM)
- Parisi F., Franco; Parisi F., Antonino (2004). Política y administración de créditos. [S.l.]: Parisi Media (CD-ROM)